# Lista över myndigheter inrättade av regeringen Fälldin III
Detta är en lista över myndigheter inrättade av den tredje Fälldinregeringen mellan maj 1981 och oktober 1982.

## 1981
- Barnmiljörådet (1 juli)
- Sprängämnesinspektionen (1 juli)
- Skogs- och jordbrukets forskningsråd (1 juli)
- Delegationen för arbetskooperation (1 juli)
- Sveriges teknisk-vetenskapliga attachéverksamhet (1 juli)
- Delegationen för arbetsmarknadspolitisk forskning (1 juli)
- Statens nämnd för internationella adoptionsfrågor (1 juli)
- Kärnbränslenämnden (1 augusti)

## 1982
- Regeringskansliets personalpolitiska delegation (1 mars)
- Besvärsnämnden för högskoleutbildning (1 juli)
- Statens giftinformationscentral (1 juli)
- Statens arbetsmiljönämnd (1 juli)
- Energiforskningsnämnden (1 juli)